# Chevrolet BrightDrop
BrightDrop Zevo – elektryczny samochód dostawczy klasy wyższej produkowany pod amerykańską marką BrightDrop w latach 2021–2024 oraz pod amerykańską marką Chevrolet jako Chevrolet BrightDrop od 2024 roku.

## Historia i opis modelu
Podczas wydarzenia Consumer Electronics Show w amerykańskim Las Vegas, które odbyło się w styczniu 2021 roku, koncern General Motors nie tylko przedstawił swoją nową markę BrightDrop, ale i jej pierwszy pojazd w postaci pełnowymiarowego samochodu dostawczego EV600. EV600 przyjął postać masywnego furgona dostosowanego do wymagań branży transportowej i przewozowej, będąc nowoczesną interpretacją popularnej w Stanach Zjednoczonych koncepcji tzw. Multi-stop truck. Wyraża to szeroka, obszernie przeszklona kabina pasażerska z dużymi lusterkami bocznymi. Przedział transportowy, do którego dostęp pozyskiwany jest przez odsuwaną klapę tylną, charakteryzuje się pojemnością 16,9 metrów sześciennych, a dopuszczalna masa całkowita wynosi 4,5 tony.
Pod kątem wyposażenia BrightDrop EV600 może oferować przednie i tylne czujniki parkowania, czujniki ruchu w przedziale transportowym dla bezpieczeństwa towaru, system monitorowania martwego pola, asystent pasa ruchu czy system awaryjnego hamowania. Ponadto, w centralnym punkcie deski rozdzielczej umieszczono 13,4-calowy dotykowy wyświetlacz systemu multimedialnego.
We wrześniu 2021 gama wariantów nadwoziowych została poszerzona o skrócony, bardziej kompaktowy model. Charakteryzuje się on nie tylko mniejszym rozstawem osi, ale i wyraźnie krótszym zwisem tylnym. Początek produkcji został wyznaczony na 2023 rok. W międzyczasie, w kwietniu 2022 amerykańska firma zdecydowała się dokonać korekty całej gamy modelowej na BrightDrop Zevo, nadając jej nazwę własną zamiast dotychczasowej alfanumerycznej kombinacji. We wrześniu 2024, w związku z wycofaniem z rynku marki BrightDrop i włączenia jej odtąd w portfolio Chevroleta, samochód ponownie zmienił nazwę na Chevrolet BrightDrop.

### Sprzedaż
BrightDrop EV600 został przeznaczony do sprzedaży dla nabywców flotowych takich jak korporacje kurierskie, logistyczne i transportowe. Tuż po rynkowym debiucie furgonetki, pierwszym nabywcą został amerykański FedEx zlecający dostawę 500 egzemplarzy EV600. Drugim dużym nabywcą została inna amerykańska korporacja, Merchants Fleet, która do 2023 roku chce wprowadzić do swojej floty 12,6 tysiąca elektrycznych furgonetek EV600.
Początek produkcji EV600 wyznaczony został na koniec 2021 roku, początkowo odbywając się w ramach partnerstwa z niemieckim przedsiębiorstwem Kuka AG w amerykańskim miasteczku Livonia w stanie Michigan. Poczynając od listopada 2022 pojazd będzie z kolei wytwarzany w zakładach CAMI Automotive po drugiej stronie granicy, w kanadyjskim mieście Ingersoll w stanie Ontario. Dotychczas wytwarzające jedynie spalinowe modele GM zostały w ten sposób głęboko zmodernizowane nakładem 800 tysięcy dolarów.

### Dane techniczne
BrightDrop EV600 to samochód oparty na platformie Ultium koncernu General Motors dedykowaną pojazdom elektrycznym. Pojazd ma oferować zasięg na jednym ładowaniu do 400 kilometrów, obsługując usługę szybkiego ładowania o mocy do 120 kW. W ten sposób, w ciągu godziny ładowania szybką ładowarką EV600 będzie mógł zyskać do 273 kilometrów dodatkowego zasięgu.